# La Commanderie
La Commanderie è una serie televisiva francese creata da Ludovic Abgrall. Prodotta dalla Tetra Media Fiction, è andata in onda in Francia dal 10 al 24 aprile 2010.

## Episodi
| Stagione       | Episodi | Prima TV Francia |
| -------------- | ------- | ---------------- |
| Prima stagione | 8       | 2010             |

## Personaggi e interpreti

### Personaggi principali
- Capitano Thomas Cortemain, interpretato da Clément Sibony
- Constance de Montet, interpretata da Louise Pasteau
- Comandante Roger de Neuville, interpretato da Carlo Brandt
- Elias Sabet, interpretato da Maher Camoun
- Géraud de Castanet, interpretato da Antoine Cholet
- Frère Pons, interpretato da Gérard Loussine
- Brune Azéma, interpretata da Nathalie Blanc
- Aygline Gallien, interpretata da Ophélia Kolb
- Barbe, interpretata da Magali Woch
- Geoffroy de Montet, interpretato da Pascal Elso
- Hugues d'Avène, interpretato da Antoine Basler

### Personaggi secondari
- Luigi I d'Angiò, interpretato da Scali Delpeyrat
- La bella lattaia, interpretata da Valérie Moreau
- Tristan detto Il Bretone, interpretato da Franck Manzoni
- Chabert, interpretato da Nicolas Woirion
- Niot, interpretato da  Titouan Laporte
- Il vecchio prete, interpretato da Jacques Herlin
- Lo scultore Laurent, interpretato da Nicolas Gonzales

## Edizioni home video
La prima stagione di La Commanderie è stata posta in commercio in formato DVD dal 2 giugno 2010.

## Export
La Commanderie è stata trasmessa negli USA e in America Latina dal canale televisivo Eurochannel.